# إدوارد جاي ماكورماك جونيور
إدوارد جاي ماكورماك جونيور (بالإنجليزية: Edward J. McCormack, Jr.) هو محامي أمريكي، ولد في 29 أغسطس 1923 في بوسطن في الولايات المتحدة، وتوفي بنفس المكان في 27 فبراير 1997 بسبب سرطان الرئة.